# Escalvianos
Escalvianos  o escalovianos  o escalvos (en lituano: skalviaien; en alemán: Schalauer) fueron una antigua tribu báltica relacionada con los antiguos prusianos (prutenos).
Según el Chronicon terrae Prussiae (en latín: Crónica de la tierra de Prusia) del monje alemán de la Orden Teutónica, Peter von Dusburg, los hoy desaparecidos escalvianos habitaban la tierra de Escalvia (o Escalovia) al sur de los curios o curonianos, en la ribera baja del río Neman hacia el año 1240 d. C.
De acuerdo con las crónicas de Prusia, el nombre de esta tribu deriva de los hermanos prusianos bálticos llamados schalauo. La capital de la Escalovia se supone era Ragnit (Raganite).
Según las excavaciones arqueológicas, se supone que los escalvianos estuvieron relacionados con otros pueblos bálticos como los citados curonios y mucho menos relacionados con los pueblos bálticos orientales como los letones y lituanos.[cita requerida]